# Massaker während des Supernova-Festivals
Koordinaten: 31° 23′ 52″ N, 34° 28′ 18″ O
Das Massaker während des Supernova-Festivals am 7. Oktober 2023 war ein Terrorakt der radikalislamischen Hamas im Rahmen ihres Terrorangriffs auf Israel, bei dem 364 Menschen auf dem Gelände des Psytrance-Festivals Supernova Sukkot Gathering in der Nähe des Kibbuz Reʿim im Gebiet der Regionalverwaltung Eschkol ermordet wurden. Viele weitere wurden verletzt und 40 als Geiseln in den Gazastreifen entführt.

## Vorgeschichte
Am 6. Oktober 2023 gegen 22 Uhr begann in der westlichen Wüste Negev, etwa 5 km von der Sperranlage um den Gazastreifen entfernt, das Open-Air-Festival Supernova Sukkot Gathering, das am Vorabend des jüdischen Festes Simchat Tora abgehalten wurde. Es wurde laut Ankündigung des Veranstalters Tribe of Nova als erste israelische Ausgabe des vor 20 Jahren in Brasilien gegründeten Universo Paralello veranstaltet, das als eines der größten alternativen Kulturfestivals Südamerikas gilt. Der Rave mit einem bis zum Nachmittag des 7. Oktober angesetzten Programm war als Feier von „Freunden, Liebe und unendlicher Freiheit“ beworben worden und sah Auftritte von namhaften internationalen Szenekünstlern wie Astral Projection und Man With No Name vor.
Das Festival wurde zwei Tage vor Beginn auf das Areal nördlich von Reʿim an der Straße nach Beʾeri verlegt, nachdem das ursprüngliche Gelände im Süden Israels ausgefallen war, der neue Standort wurde den Teilnehmern erst Stunden vor Veranstaltungsbeginn mitgeteilt. Auf dem Festivalgelände gab es drei Bühnen, eine Campingzone und einen Bereich mit Bar und Verpflegung. Teilnehmer berichteten, dass das Publikum hauptsächlich aus Israelis im Alter von 20 bis 40 Jahren aus dem ganzen Land bestand. Das Festival hatte etwa 4000 Besucher.

## Verlauf

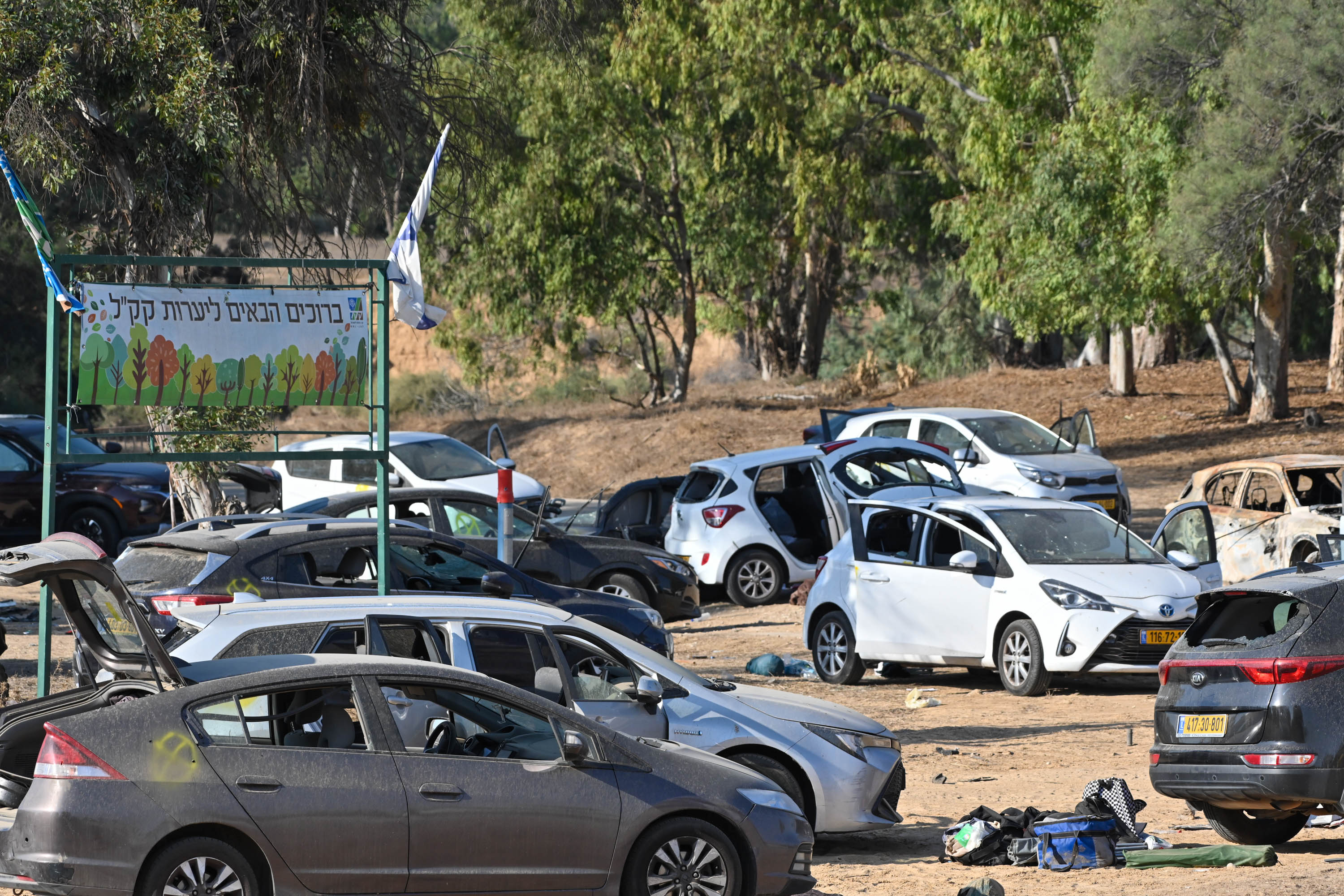
Zurückgelassene Fahrzeuge der Festivalbesucher (12. Oktober 2023)

Am 7. Oktober gegen 06:30 Uhr wurde das Festival aufgrund plötzlichen Raketenbeschusses aus Gaza sofort geschlossen und die Partygäste angewiesen, Schutz zu suchen und das Festivalgelände zu evakuieren. Um 6:32 Uhr telefonierte der Polizeikommandeur des Südbezirks, Amir Cohen, mit dem Kommandeur des IDF-Südkommandos Yaron Finkelman über die Ereignisse. Gegen 07:00 Uhr, als Terroristen begannen, den Grenzzaun zum Gazastreifen zu durchbrechen, errichteten private Sicherheitskräfte und die Polizei einen Kontrollpunkt und postierten sich am Tor zum Supernova-Gelände. Dem Untersuchungsbericht zufolge war der Hamas nichts von der Party bekannt und die Angreifer brauchten etwa eine Stunde und vierzig Minuten, um die Lage zu erfassen, sowie viele der Nuchba-Elitetruppen der Hamas, die auf dem Weg in die Stadt Netivot waren, zum Festivalgelände umzuleiten, welches zu diesem Zeitpunkt nur von privaten Sicherheitskräften und Polizisten geschützt wurde. Später traf ein Panzer ein, der vom überrannten IDF-Außenposten Paga bei Beʾeri entkommen war, und beteiligte sich an der Verteidigung des Geländes, wobei der Panzer beschossen und alle Besatzungsmitglieder bis auf den Fahrer getötet wurden. Der Panzer zog sich daraufhin mehrere hundert Meter zurück und es versammelten sich rund 50 Partygäste um das Fahrzeug, welches von einer kleinen Anzahl Sicherheitskräfte verteidigt wurde. Weitere Festivalbesucher versuchten sich unter anderem in Büschen, Kühlschränken, Müllcontainern und Toilettenanlagen zu verstecken. In einen öffentlichen Luftschutzbunker am Straßenrand hatten sich mehr als 30 Menschen zurückgezogen, welcher von den Terroristen entdeckt und angegriffen wurde. Sieben in den Bunker geworfene Handgranaten wurden von Aner Shapira, einem außer Dienst befindlichen Elitesoldaten, zurückgeworfen, ehe er durch die Explosion einer achten Granate getötet wurde. Insgesamt wurden in dem Bunker durch Schüsse und Explosionen 16 Menschen getötet.
Die Hamas-Kräfte durchbrachen bis etwa 11:45 Uhr die improvisierten Verteidigungsanlagen und eroberten nach und nach das gesamte Festivalgelände. Aufgrund der unklaren Lage im gesamten Grenzbereich, der zahlreichen aktiven Kampfzonen und des heftigen Widerstandes der Hamas-Kämpfer entlang der Zufahrtswege verzögerte sich das Eintreffen von Sicherheitskräften bis etwa 12:30 Uhr, wobei erst gegen 15:00 Uhr mit größeren Truppen von Sicherheitskräften gegen die Terroristen vorgegangen werden konnte. Unterdessen errichtete die Hamas auf dem Gelände einen Kommandoposten und begann mit Morden, Vergewaltigungen, Geiselnahmen und Plünderungen, wobei rund 40 Leichen und lebende Geiseln in den Gazastreifen abtransportiert wurden. 
Zahlreiche Flüchtende erreichten umliegende Siedlungen, welche ebenfalls von Terroristen angegriffen oder infiltriert worden waren. Mehr als 110 Menschen, welche vom Festivalgelände geflüchtet waren, wurden in oder nahe der Siedlungen Mefalsim, Alumim und Beʾeri ermordet. Weitere Flüchtende starben entlang der Landstraße , oder auf dem Weg nach Sderot und Netivot. Auf dem Festivalgelände selbst und dem nahen Umland waren mehr als 230 Menschen getötet worden, darunter 17 Polizisten. Auch der nahegelegene Kibbuz Reʿim wurde von rund 80 Terroristen angegriffen, welche sieben Menschen ermordeten und vier entführten. Bei den Kämpfen zur Rückeroberung der Siedlung wurden 12 israelische Sicherheitskräfte getötet, darunter der Polizeikommandant der Beduinen-Stadt Rahat.
Die Polizei konnte später rund 20.000 Gegenstände am Festivalgelände auffinden, welche verloren oder zurückgelassen worden waren.
Die Sängerin Yuval Raphael überlebte das Massaker in einem offenen Raketenbunker.  Raphael stellte sich unter Leichen liegend sieben bis acht Stunden lang tot und überlebte dort mit zehn anderen. Beim Eurovision Songcontest 2025 trat sie für Israel an und belegte mit dem Stück New Day Will Rise den zweiten Platz.

## Opfer
Mehr als 350 Menschen, die am Festival teilgenommen hatten, wurden am 7. Oktober 2023 Opfer des Massenmords. Hunderte überlebten das Massaker mit zum Teil schweren Verletzungen. Etliche Frauen wurden Opfer sexualisierter Gewalt, „auch vergewaltigt, bevor die Terroristen sie brutal ermordeten“.
Andere wurden als Geiseln in den Gazastreifen verschleppt und in Videos vorgeführt. Insgesamt sollen 40 Menschen vom Festivalgelände in den Gazastreifen entführt worden sein.
Fotos des Geländes zeigten Dutzende teils ausgebrannte Autos; auf mindestens einem Foto war bei einem verbrannten Leichnam zu erkennen, dass er zuvor mit Kabelbindern gefesselt wurde. Unter den Todesopfern befinden sich der ehemalige Profifußballer Liʾor Asulin und der israelische Meister im Kraftdreikampf Niv Tel Tzur. Ebenfalls getötet wurden mit den Zwillingen Osher und Michael Vaknin zwei Organisatoren des Festivals sowie die beiden israelischen DJs Matan Elmalem (Kido) und Bar Shechter (Syloopo) nach ihren Auftritten. Mediale Aufmerksamkeit erhielt die Deutsch-Israelin Shani Louk, deren Leichnam am 7. Oktober 2023 in einem Propagandavideo der Hamas zu sehen war. Die in den Gazastreifen entführte Noa Argamani wurde Anfang Juni 2024 bei einer Militäroperation befreit. Ende August 2024 wurden fünf Geiseln in einem Tunnel unter Rafah tot aufgefunden, darunter Hersh Goldberg-Polin.

## Verbleib der Geiseln

### Getötete Geiseln
Der Tod des entführten, 26-jährigen Guy Illouz wurde am 1. Dezember 2023 bekanntgegeben. Berichten von Geiseln zufolge, die während eines vorübergehenden Waffenstillstands mit der Hamas Ende November 2023 freigelassen wurden, erlag Illouz seinen Verletzungen in einem Krankenhaus in Gaza, offenbar aufgrund mangelnder medizinischer Behandlung. Die 27-jährige Eden Zecharya, welche am 7. Oktober von Hamas-Terroristen ermordet und verschleppt worden war, wurde am 12. Dezember 2023 aus einem Tunnel in Gaza geborgen. Die Leiche des 28-jährigen Elia Toledano, französisch-israelischer Doppelstaatsbürger, wurde am 15. Dezember 2023 aus Gaza geborgen. Nach IDF-Angaben wurde er während der Gefangenschaft von der Hamas ermordet. Am 16. Dezember 2023 wurde der Tod der 27-jährigen Geisel Inbar Haiman bekanntgegeben. Zeitpunkt und Umstände ihres Todes wurden nicht veröffentlicht.
Am 26. März 2024 bestätigen die IDF den Tod des 35-jährigen Uriʾel Baruch, der nach Armeeangaben in Gefangenschaft getötet wurde. Am 16. Mai 2024 wurden vom israelischen Militär die Leichen des 56-jährigen Itzhak Gelerenter, der 27-jährigen Amit Buskila und der 22-jährigen Shani Louk aus dem nördlichen Gazastreifen geborgen. Nach IDF-Angaben seien sie bereits am 7. Oktober ermordet und ihre Leichen nach Gaza verschleppt worden. Am 24. Mai 2024 gaben die IDF bekannt, dass sie in einer nächtlichen Operation die Leichen des 42-jährigen Chanan Yablonka und des 30-jährigen französisch-mexikanischen Doppelstaatsbürgers Orión Hernández Radoux aus dem nördlichen Gazastreifen geborgen hätten. Laut neuen Geheimdienstinformationen waren die beiden noch am 7. Oktober 2023 getötet worden.
Am 1. September 2024 bargen die IDF die Leichen des 32-jährigen Alex Lobanov, des 23-jährigen Hersh Goldberg-Polin, des 25-jährigen Ori Danino, der 24-jährigen Eden Yerushalmi und des 27-jährigen Almog Sarusi aus einem Hamas-Tunnel in Rafah. Nach IDF-Angaben seien sie kurz vor dem Eintreffen der Truppen von der Hamas ermordet worden. Am 7. Oktober wurde auch der Tod des 28-jährigen Fotografen Idan Shtivi bekanntgegeben, welcher nach neuen Geheimdienstinformationen bereits am 7. Oktober 2023 getötet und dessen Leiche dann in den Gazastreifen verschleppt worden war.

### Freilassungen und Befreiungen
Bislang konnten 14 Besucher des Musikfestivals lebend befreit werden bzw. wurden im Zuge von Verhandlungen freigelassen.
Ein 25-jähriger Mann aus einer russisch-israelischen Familie wurde am 26. November 2023 als Zeichen der Hamas gegenüber dem russischen Präsidenten Wladimir Putin freigelassen. Er kam zusammen mit 13 weiteren Israelis frei, die im Rahmen eines von Qatar und den USA vermittelten Waffenstillstandsabkommens zwischen der Hamas und Israel freigelassen wurden. Durch die Vermittlungen kam es am 29. November 2023 auch zur Freilassung eines 18-jährigen Mannes, dessen 21-jährige Schwester bereits am 25. November freigelassen wurde, und einer 40-jährigen Frau. Im Rahmen einer Verlängerung des Waffenstillstandsabkommens wurde am 30. November auch eine 21-jährige Frau freigelassen.
Am 8. Juni 2024 wurden vier Geiseln, eine 27-jährige Frau und drei Männer im Alter von 21, 27 und 40 Jahren, im Zuge einer IDF-Operation aus Nuseirat im Zentrum des Gazastreifens gerettet.
Am 19. Januar 2025 wurden im Rahmen eines Waffenstillstandsabkommens und Gefangenenaustauschs drei weitere Geiseln von der Hamas freigelassen, darunter eine 24-jährige Besucherin des Musikfestivals, die im Alter von 22 Jahren entführt worden war. Die Freilassung eines weiteren Festivalbesuchers, eines 34-jährigen Mannes, dessen Ehefrau beim Massaker ermordet worden war, erfolgte am 8. Februar 2025.
Am 22. Februar 2025 wurden mit den Männern Omer Shem-Tov (22), Omer Wenkert (23) und Eliya Cohen (27) drei weitere Besucher des Musikfestivals nach 505 Tagen Gefangenschaft freigelassen.

## Klage
42 Überlebende des Hamas-Terrorangriffs auf das Supernova-Musik-Festival reichten am 1. Januar 2024 eine Schadensersatzklage gegen den israelischen Inlandsgeheimdienst Schin Bet, die Armee, die Polizei und das israelische Verteidigungsministerium ein. Die Kläger fordern am Bezirksgericht Tel Aviv Schadensersatz in Höhe von umgerechnet 50 Millionen Euro. Sie werfen den staatlichen Sicherheitsorganen Fahrlässigkeit und grobe Versäumnisse vor dem Hamas-Angriff vom 7. Oktober vor. Ein einziger Anruf der Armee bei dem für das Festival zuständigen Kommandanten, das Festival wegen der drohenden Gefahr aufzulösen, „hätte Leben gerettet und die körperlichen und seelischen Verletzungen von Hunderten von Partybesuchern, darunter auch der Kläger, verhindert“.

## Gedenken
Im Januar 2024 wurden auf dem ehemaligen Festivalgelände von den Angehörigen der ermordeten Menschen Bäume gepflanzt.

## Dokumentarfilme
- Supernova: The Music Festival Massacre, 2023 (52 min)[56]
- Berichte fünf Überlebender im Fernsehen unter zwei Titeln ausgestrahlt:
  - Hamas-Angriff aufs Festival – Die Überlebenden des Wüsten-Raves, Arte vom 28. November 2023
  - Renn um dein Leben. Die Überlebenden der Hamas-Attacke auf Israel, auslandsjournal – die doku vom 29. November 2023 (29:50 min, Video verfügbar bis 29. November 2028)
- We Will Dance Again, RTL vom 1. Oktober 2024 (1:29 h)